# Corsi estivi di Darmstadt

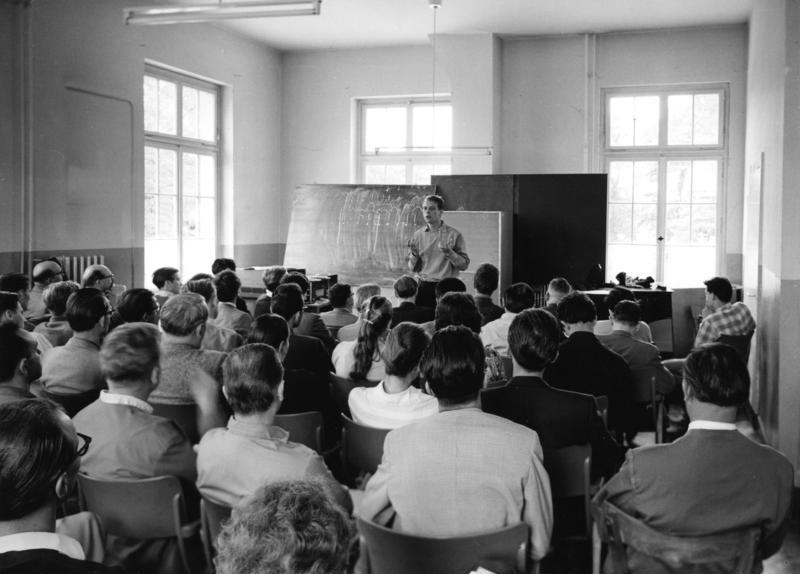
Luglio 1957, 12ª edizione del corso, seminario con Karlheinz Stockhausen.

Gli Internationale Ferienkurse für Neue Musik, Darmstadt, letteralmente Corsi estivi di composizione per la Nuova Musica di Darmstadt, meglio noti in italiano semplicemente come corsi estivi di Darmstadt, sono una serie di lezioni che si svolgono presso l'Istituto Internazionale per la Musica nella città tedesca di Darmstadt rivolti a compositori ed esecutori di musica contemporanea.

## Storia
Creati nel 1946 da Wolfgang Steinecke, i corsi si sono svolti con cadenza annuale fino al 1970, per diventare attualmente biennali. Consistono in lezioni di composizione ed esecuzione e comportano generalmente l'esecuzione in prima assoluta di opere composte appositamente per la manifestazione o scritte durante i corsi. Dopo la morte di Steinecke nel 1961, alla direzione dell'evento si sono succeduti Ernst Thomas (1962–81), Friedrich Hommel (1981–94) e Solf Schaefer (1995–2009). Tra il 1950 e il 1960 la progressiva ingerenza sulla scuola esercitata da Pierre Boulez e dai suoi sostenitori le guadagnò le critiche di tutti quei compositori che, evitando o rifiutando la tecnica seriale sostenuta dai primi, si sentivano rifiutati. Tuttavia la fama di questi corsi ha fatto e fa ancora oggi di Darmstadt uno dei principali centri mondiali per la musica contemporanea.